# Океанариум Джорджии
Океана́риум Джо́рджии (англ. Georgia Aquarium) — общественный океанариум в Атланте (штат Джорджия, США). Крупнейший океанариум в западном полушарии, крупнейший океанариум в мире с 23 ноября 2005 по 22 ноября 2012 года (открытие «Морской жизни» в Сингапуре).

## Описание
Океанариум разделён на пять зон-галерей:
Southern Company River Scout
Здесь демонстрируются преимущественно обитатели рек и озёр Северной Америки, на которых посетители могут взглянуть с необычного ракурса: снизу вверх. Также в небольших количествах присутствуют экзотические рыбы, например, пираньи и электрические рыбы.
AT&T Dolphin Tales
Самая молодая галерея океанариума, заработала в апреле 2011 года. Площадь — 7800 м³, объём аквариума — 6800 м³. Здесь живут 10—15 афалин, несколько раз в день они демонстрируют зрителям 30-минутное футбольное шоу.
Georgia Pacific Cold Water Quest
Здесь собраны морские обитатели холодных вод. В этой галерее больше всего морских млекопитающих. Посетители могут увидеть белух, каланов, японских крабов-пауков, Phyllopteryx taeniolatus, очковых пингвинов.
Ocean Voyager built by Home Depot
Крупнейшая галерея океанариума, содержит 24 000 м³ воды и несколько тысяч рыб. Длина резервуара составляет 87 метров, ширина — 38 метров, глубина — от 6 до 9 метров. Тематика — жизнь обитателей Мезоамериканского Барьерного рифа. Через зал проложен акулий туннель длиной около 30 метров.
Tropical Diver presented by Southwest Airlines
В этой галерее представлены в основном индо-тихоокеанские тропические рыбы. Крупнейший аквариум — 620 м³, в котором расположился коралловый риф. Основные обитатели: морские коньки, Heterocongrinae, медузы, рыбы-клоуны, креветки, омары, крылатки.
Также в океанариуме есть террариум с лягушками; зал для просмотра тематического образовательного фильма в 4D; электронная интерактивная стена, прикоснувшись к которой, посетитель узнаёт информацию о морском обитателе, до которого он «дотронулся». Периодически проходят тематические выставки продолжительностью несколько недель, например, посвящённые крушению «Титаника» или акулам; весной 2016 года ожидается экспозиция морских львов.

В холле океанариума установлены бюсты основателей: Бернарда Маркуса[англ.] и его жены Билли
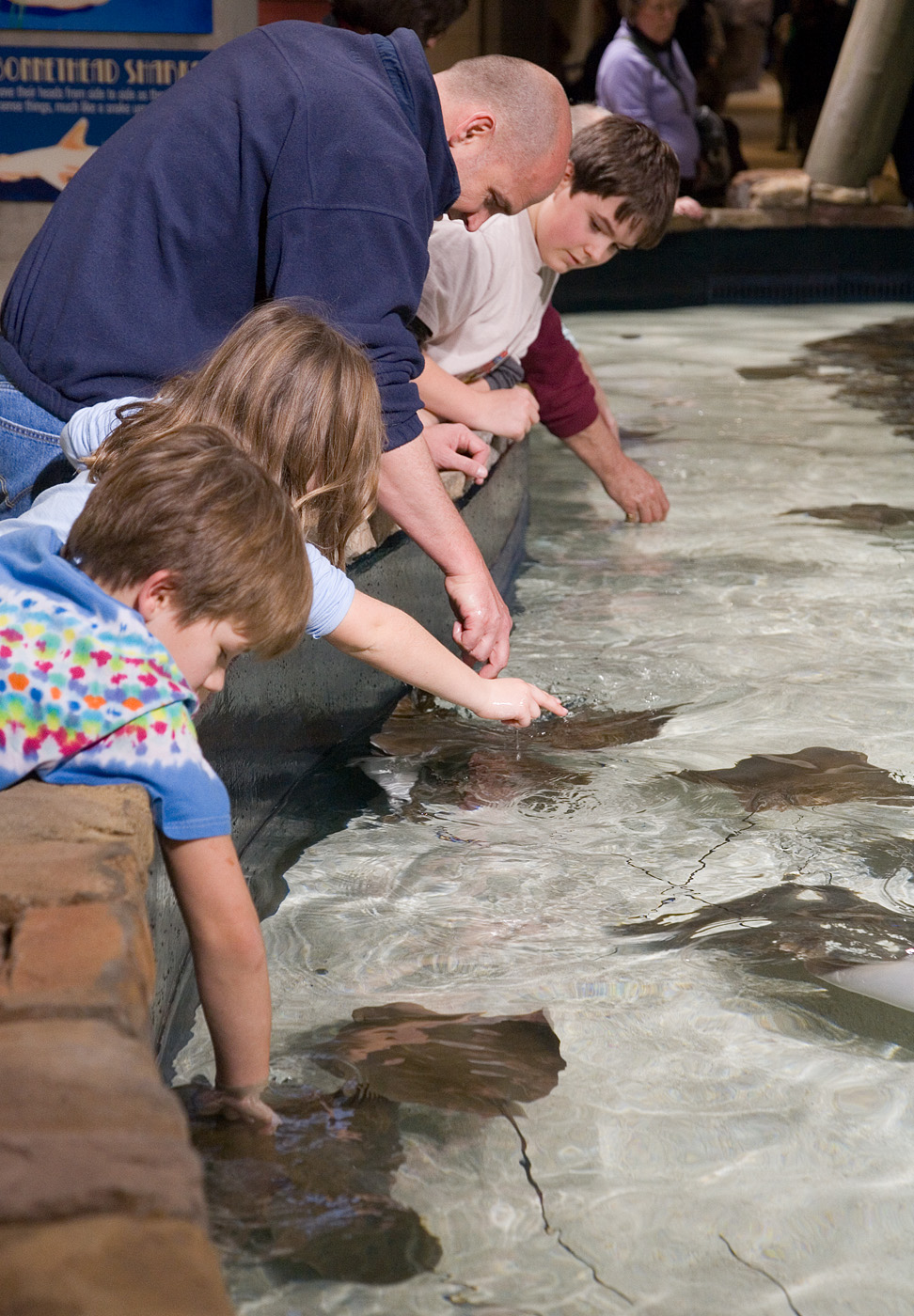
Резервуар с детёнышами малоголовой молот-рыбы и восточноамериканского бычерыла
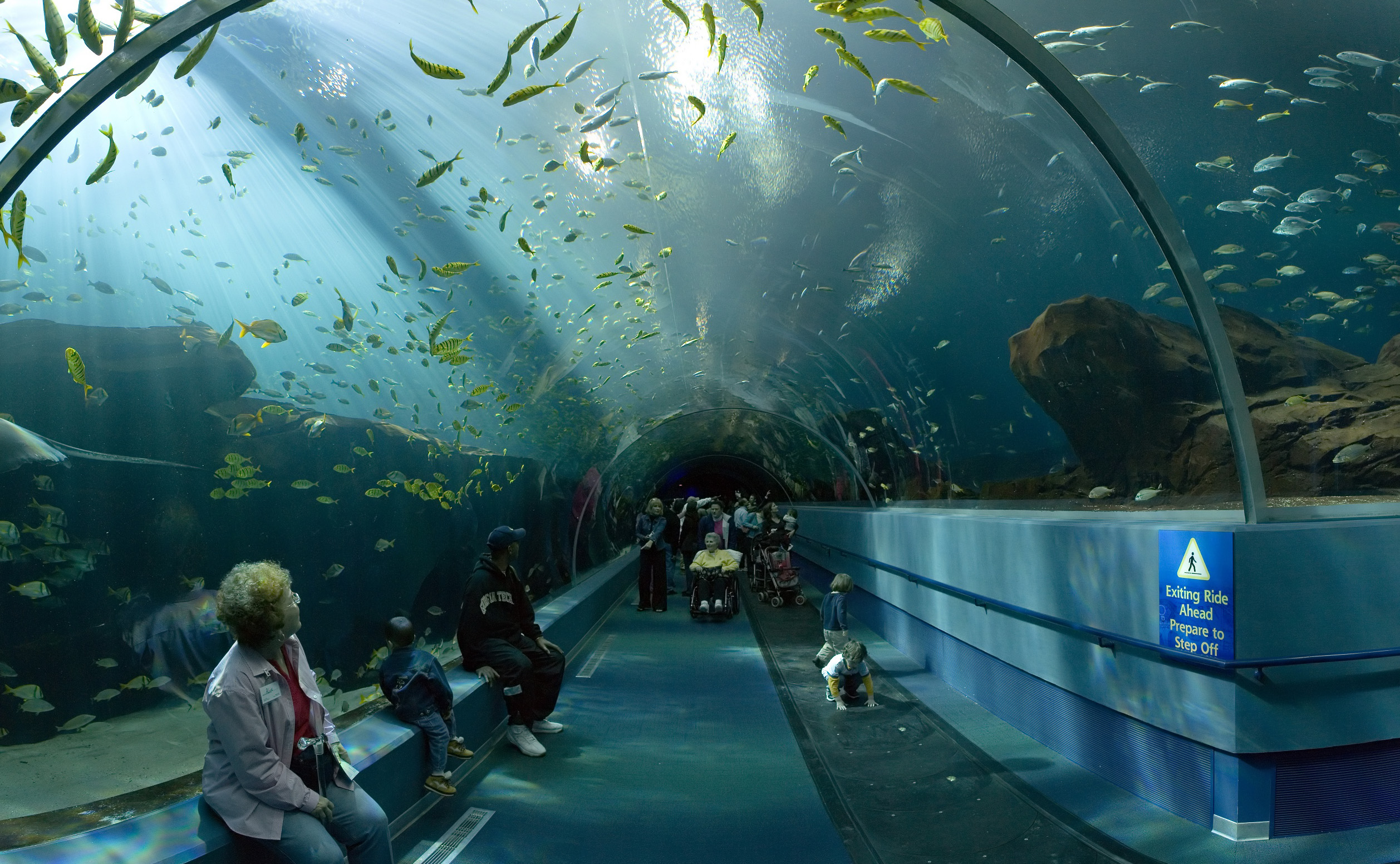
Акулий тоннель[англ.] галереи Ocean Voyager
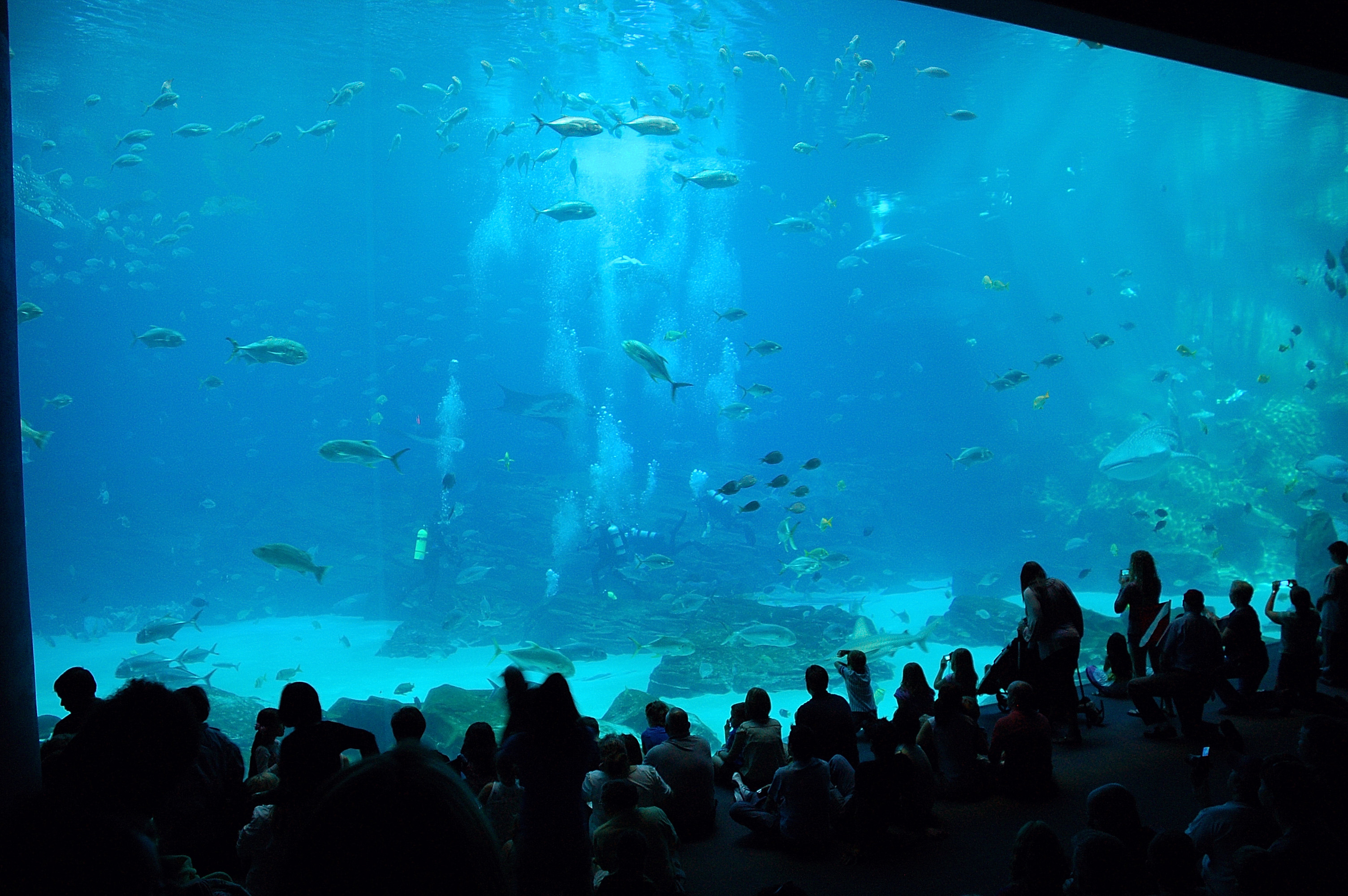
Посетители могут наблюдать не только за рыбами, но и за водолазами
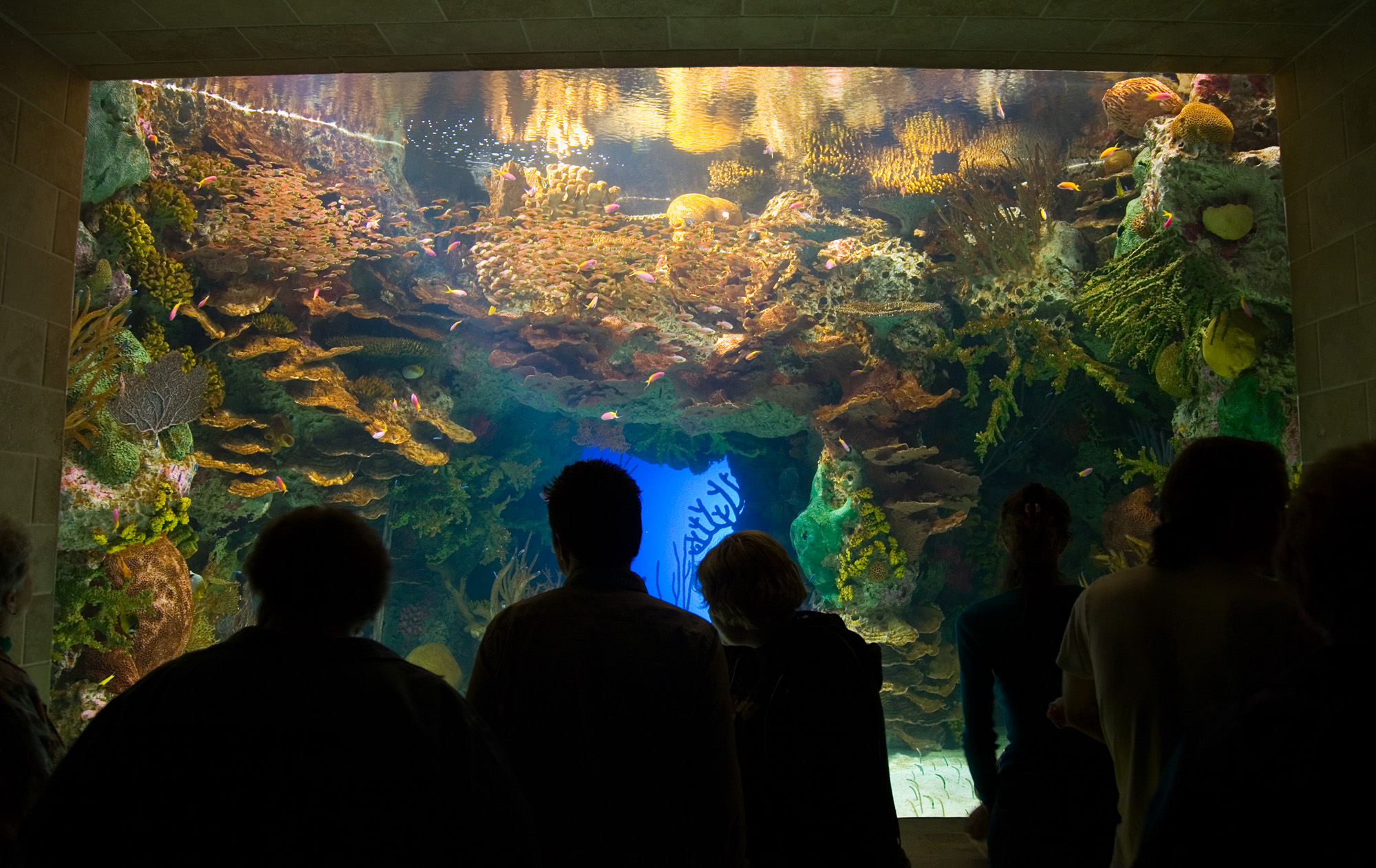
В галерее Tropical Diver

## История
Миллиардер Бернард Маркус отмечал свой 60-летний юбилей в мае 1989 года в океанариуме Монтерей Бэй в Калифорнии. Ему там так понравилось, что он решил создать огромный океанариум и у себя в Атланте. В течение нескольких последующих лет он посетил 56 океанариумов в 13 странах, и в ноябре 2001 года объявил о своих планах по созданию крупного океанариума и в Атланте. Он выделил на это 250 миллионов долларов, что составило бо́льшую часть необходимой суммы. Корпоративный вклад добавил ещё 40 миллионов, что позволило океанариуму открыться без задолженностей 23 ноября 2005 года. Строительство шло с августа 2003 года. Он стал крупнейшим океанариумом в мире вплоть до 22 ноября 2012 года, когда открылась «Морская жизнь» в Сингапуре. На момент открытия там обитало всего 60 животных, ныне же их более ста тысяч.
За первые 98 дней океанариум посетил один миллион человек, за девять месяцев — три миллиона, за 18 месяцев — пять миллионов, за 43 месяца — десять миллионов человек.
1 января 2011 года океанариум Джорджии приобрёл флоридский морской парк млекопитающих Marineland of Florida за 9,1 млн долларов.

## Примечательные обитатели
Океанариум Джорджии является единственным учреждением вне Азии, в котором содержатся китовые акулы — для них наполнен водой резервуар объёмом 24 000 м³. Эти акулы были доставлены с Тайваня по воздуху, на грузовиках и корабле, что стало первым предприятием подобного рода в мире. Привезённые акулы были выкуплены из так называемой «индивидуальной рыболовной квоты», то есть, если бы не океанариум Джорджии, эти животные были бы убиты и съедены. Акулы получили собственные имена: Ральф, Нортон, Элис и Трикси в честь главных персонажей сериала «Новобрачные». Ральф и Нортон околели в 2007 году, но в том же году океанариум купил на Тайване ещё двух китовых акул: Тароко (названа в честь национального парка Тароко) и Юшан (названа в честь горы Юйшань). Практически сразу после этой сделки в силу вступил запрет на ловлю этих рыб.
В океанариуме живут несколько трёхметровых белух, несколько мант с размахом крыльев 3—4 метра. Первая из них, получившая имя Нанди, случайно попалась в противоакульи сети у берегов Южной Африки. В 2008 году она стала первой представительнице рода в океанариумах США; можно отметить, что этих животных в неволе можно увидеть только в четырёх океанариумах мира. К 2012 году в океанариуме Джорджии жили уже четыре манты.
Все нижеприведённые фото сделаны в океанариуме Джорджии.

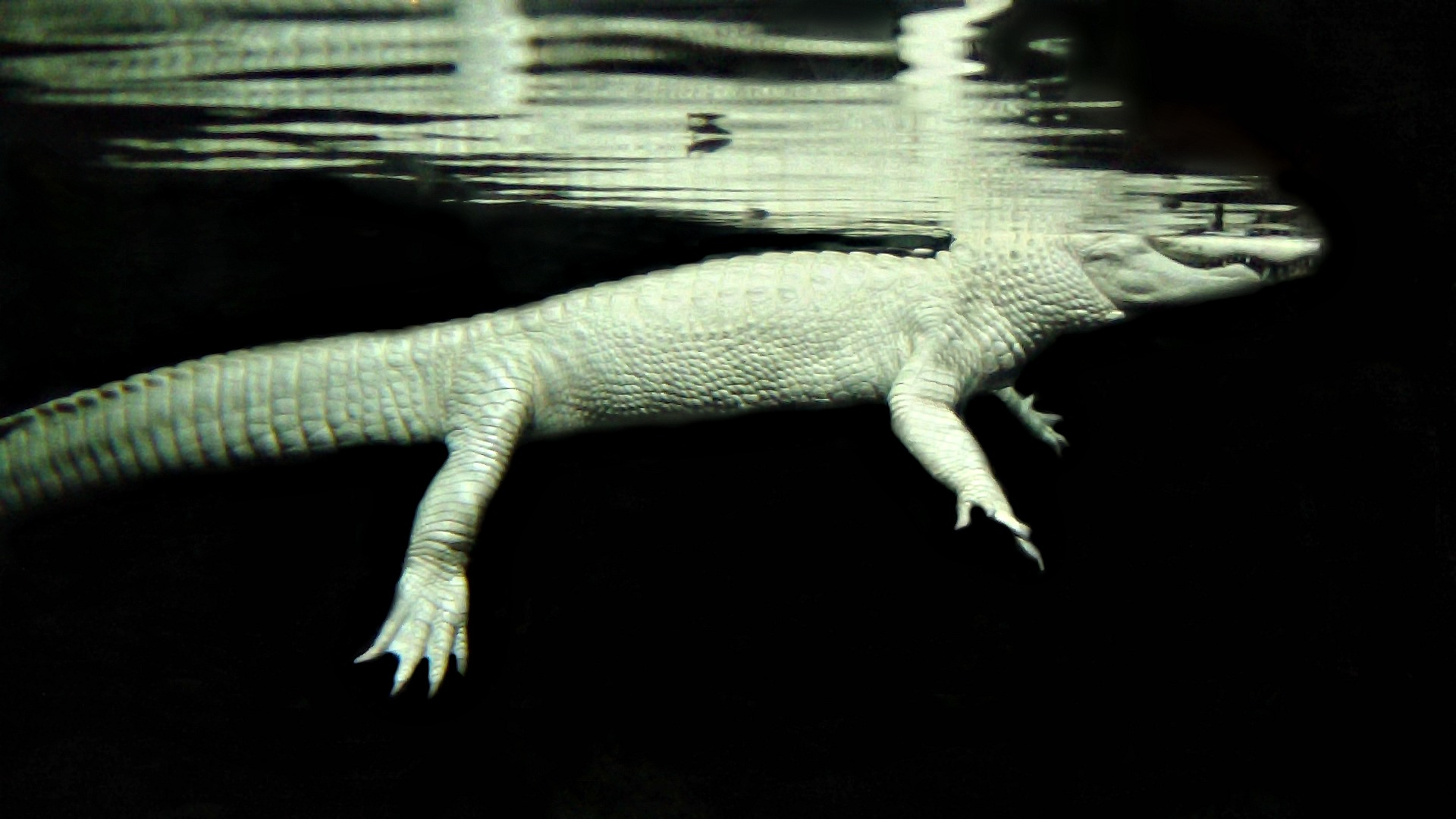
Аллигатор-альбинос
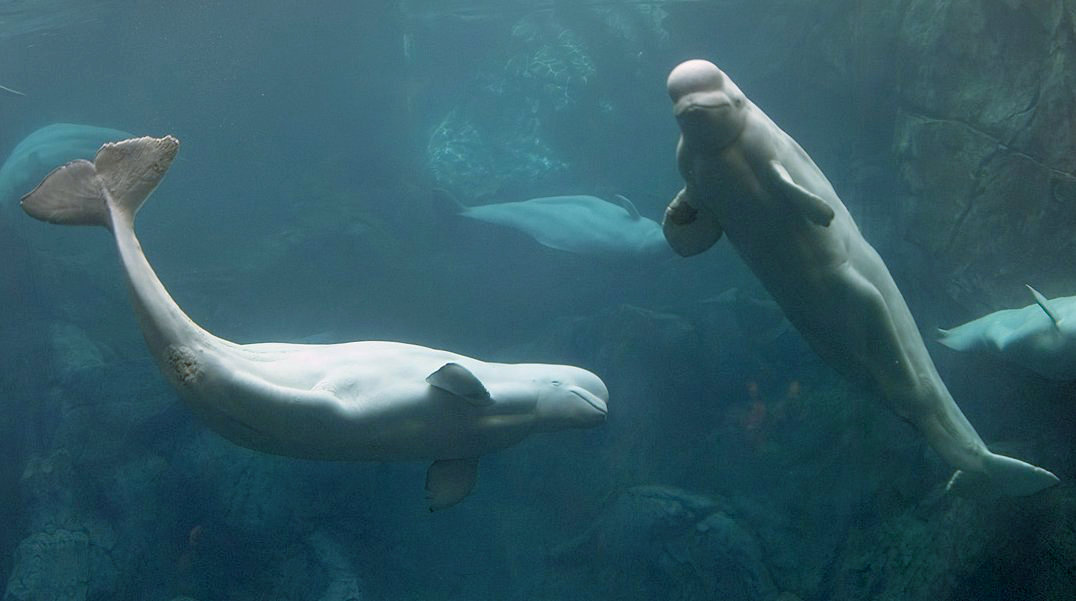
Белухи
Китовая акула
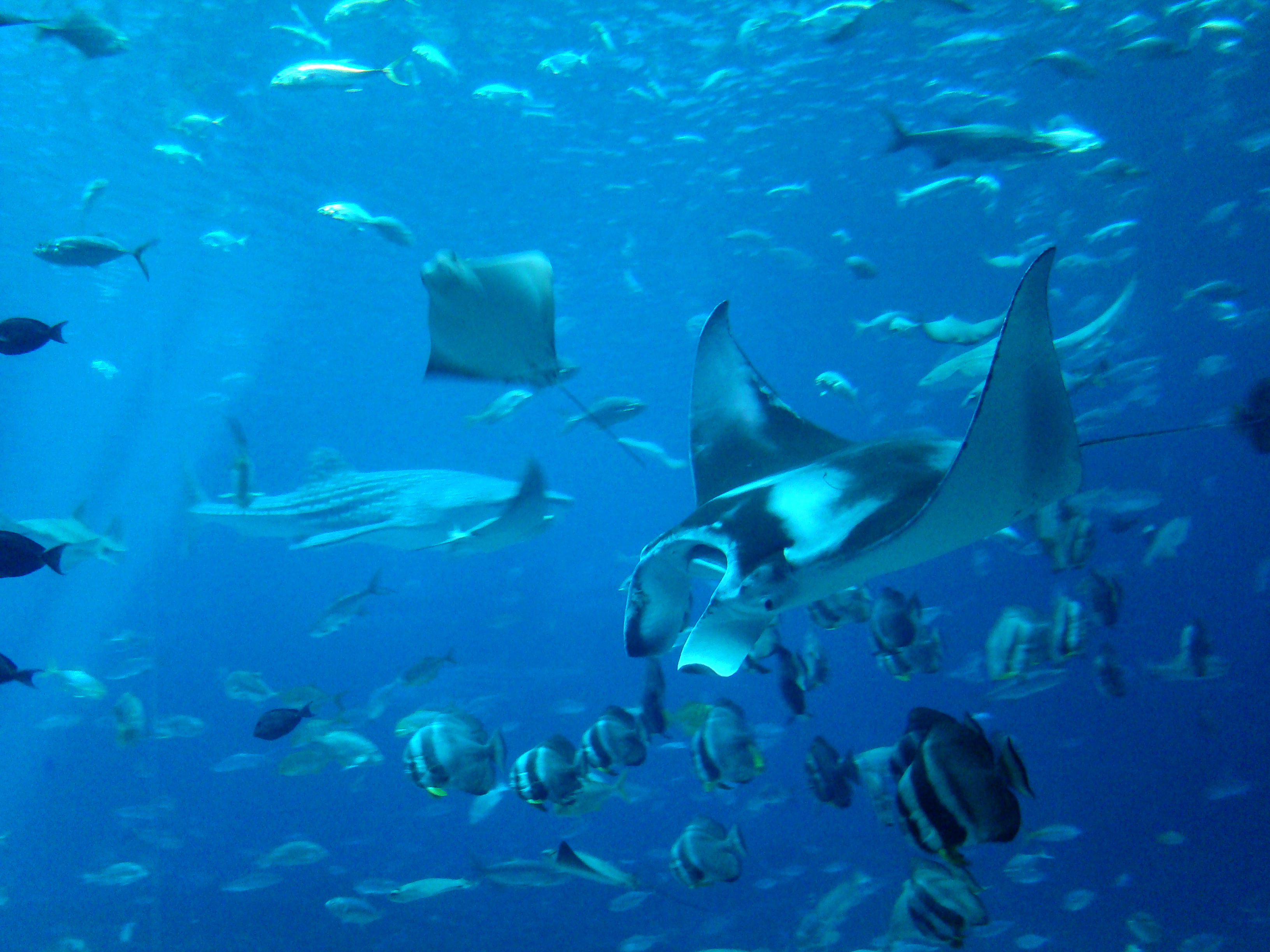
Манты
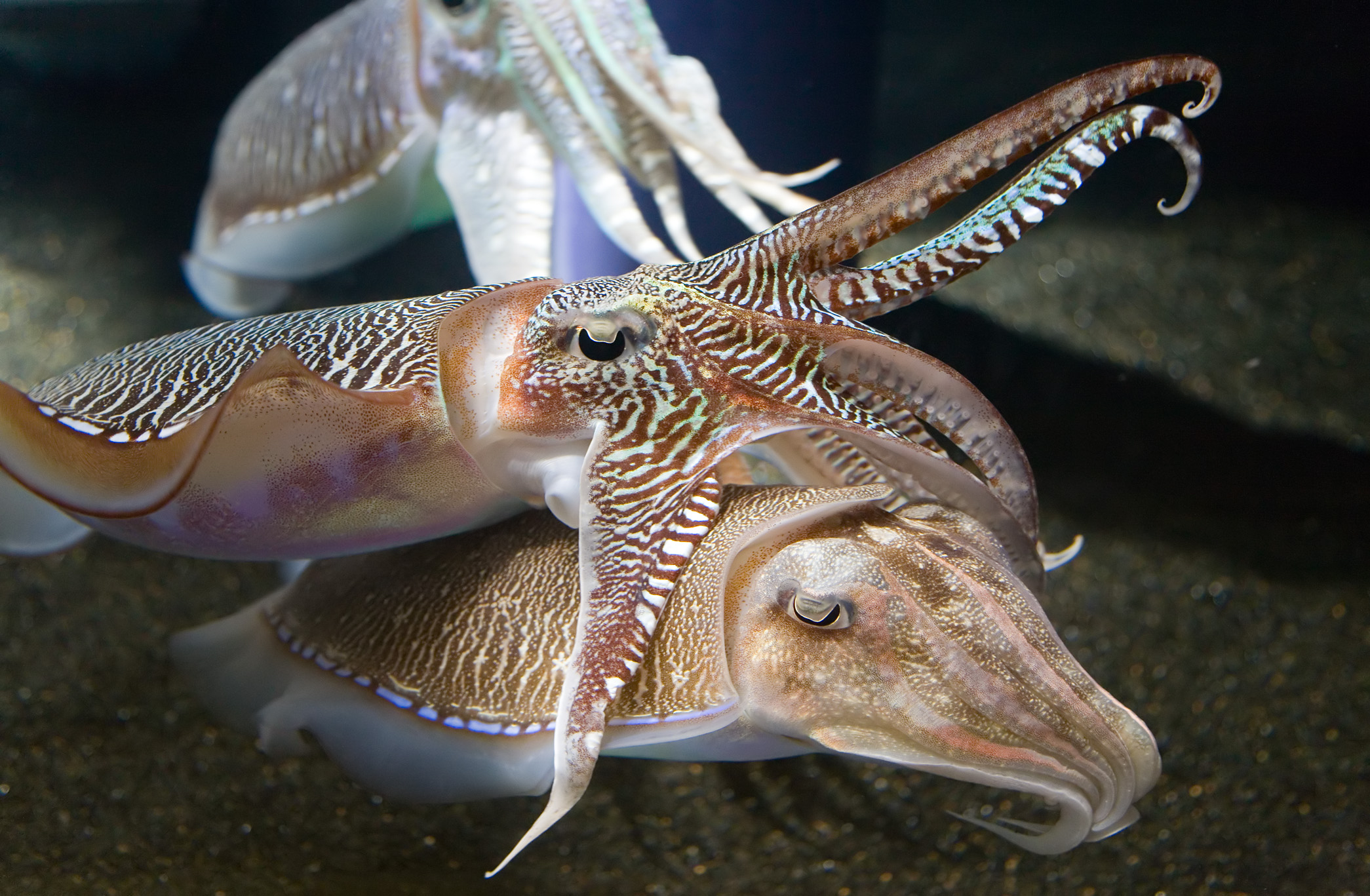
Каракатицы
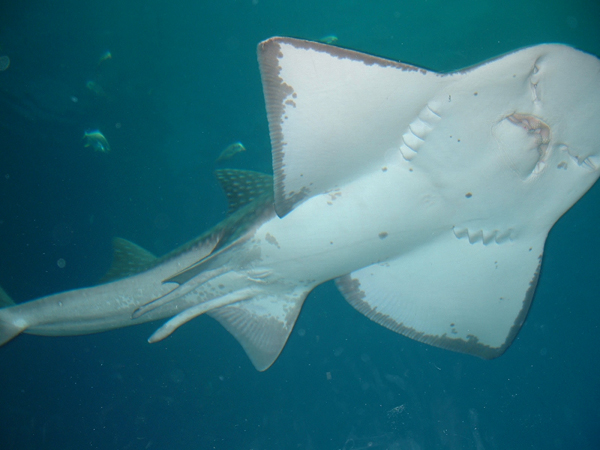
Акулий скат[англ.]
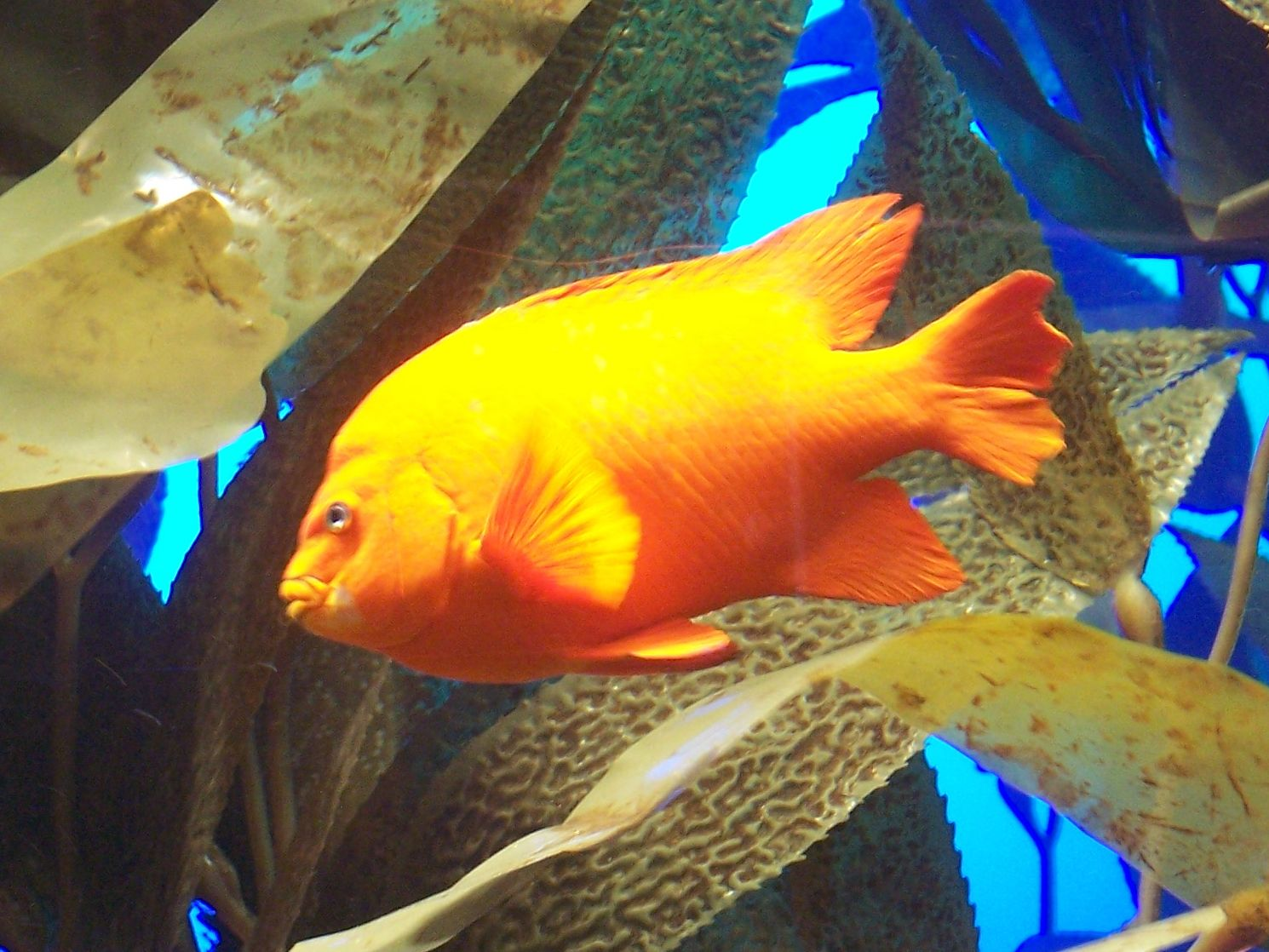
Гарибальдия
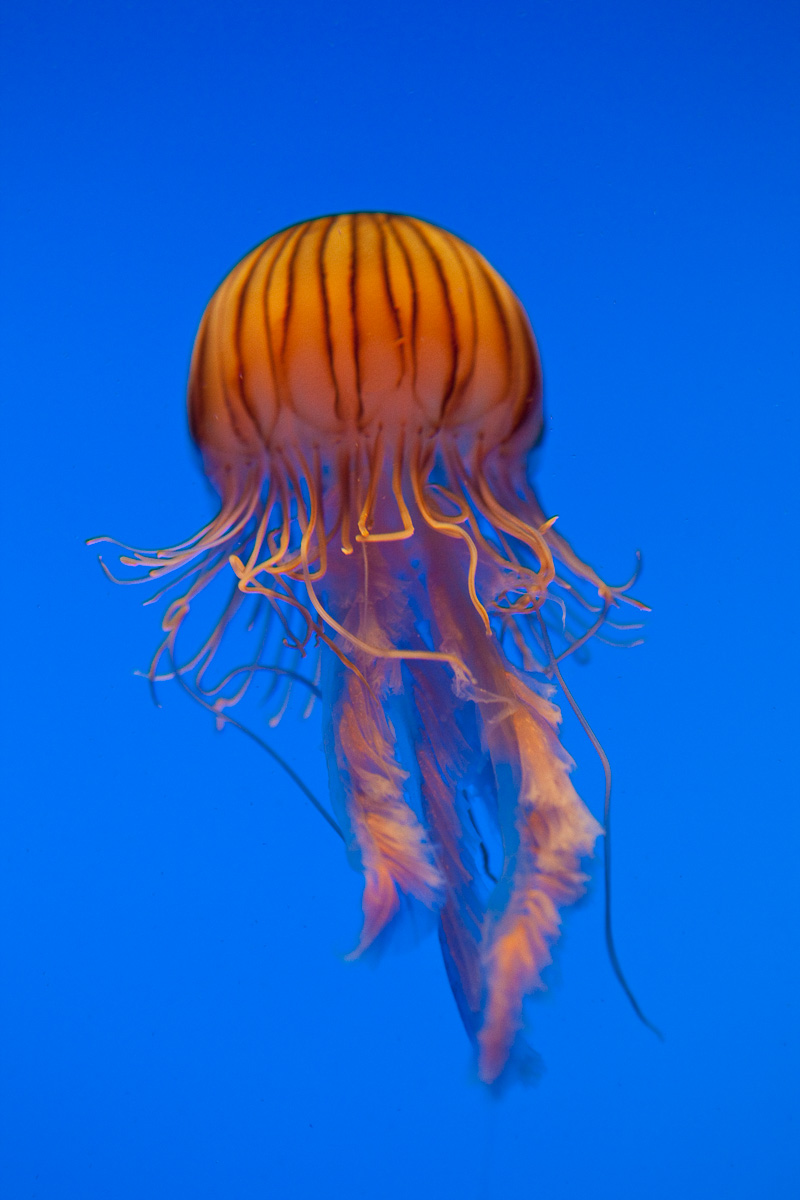
Медуза Chrysaora
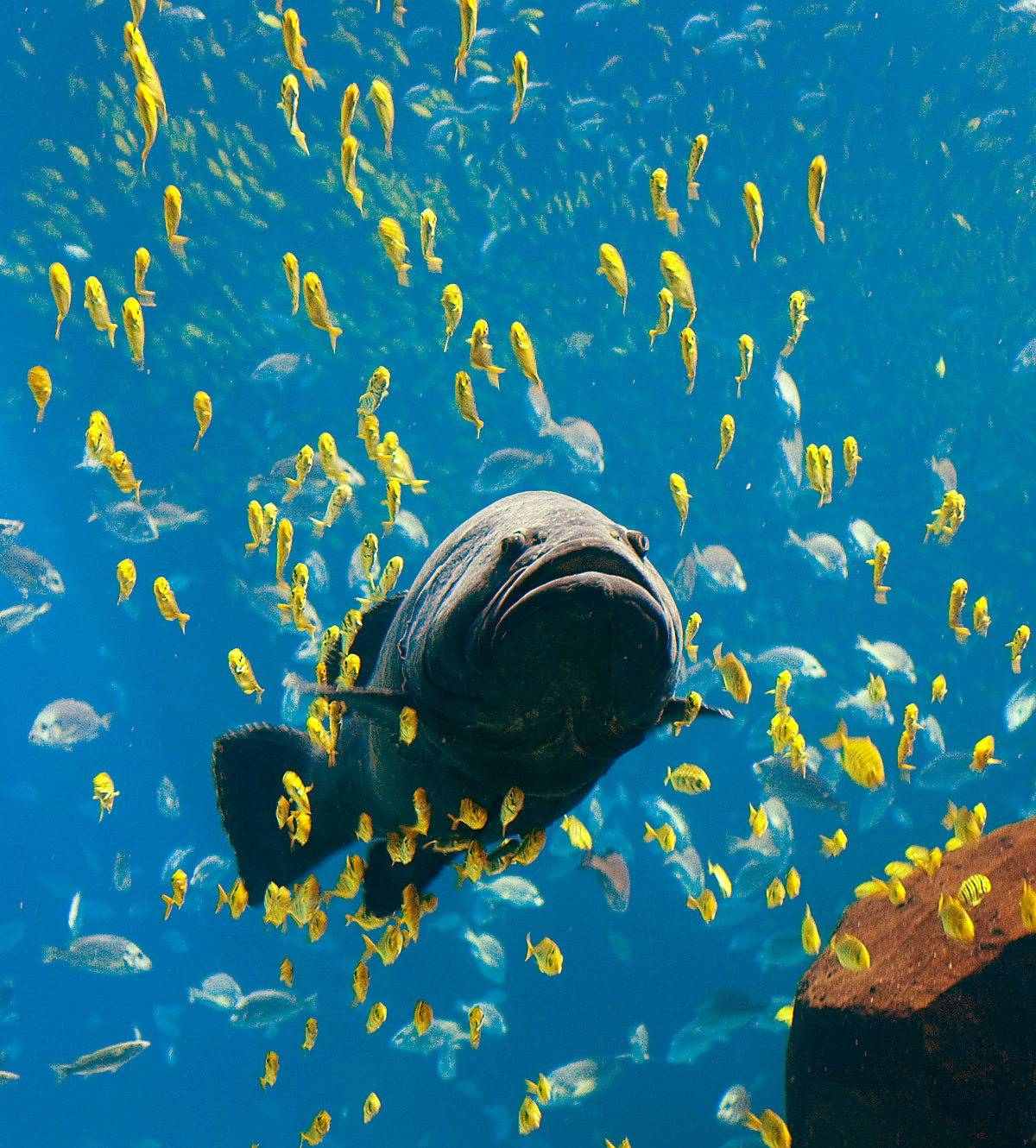
Индоокеанский малоглазый групер
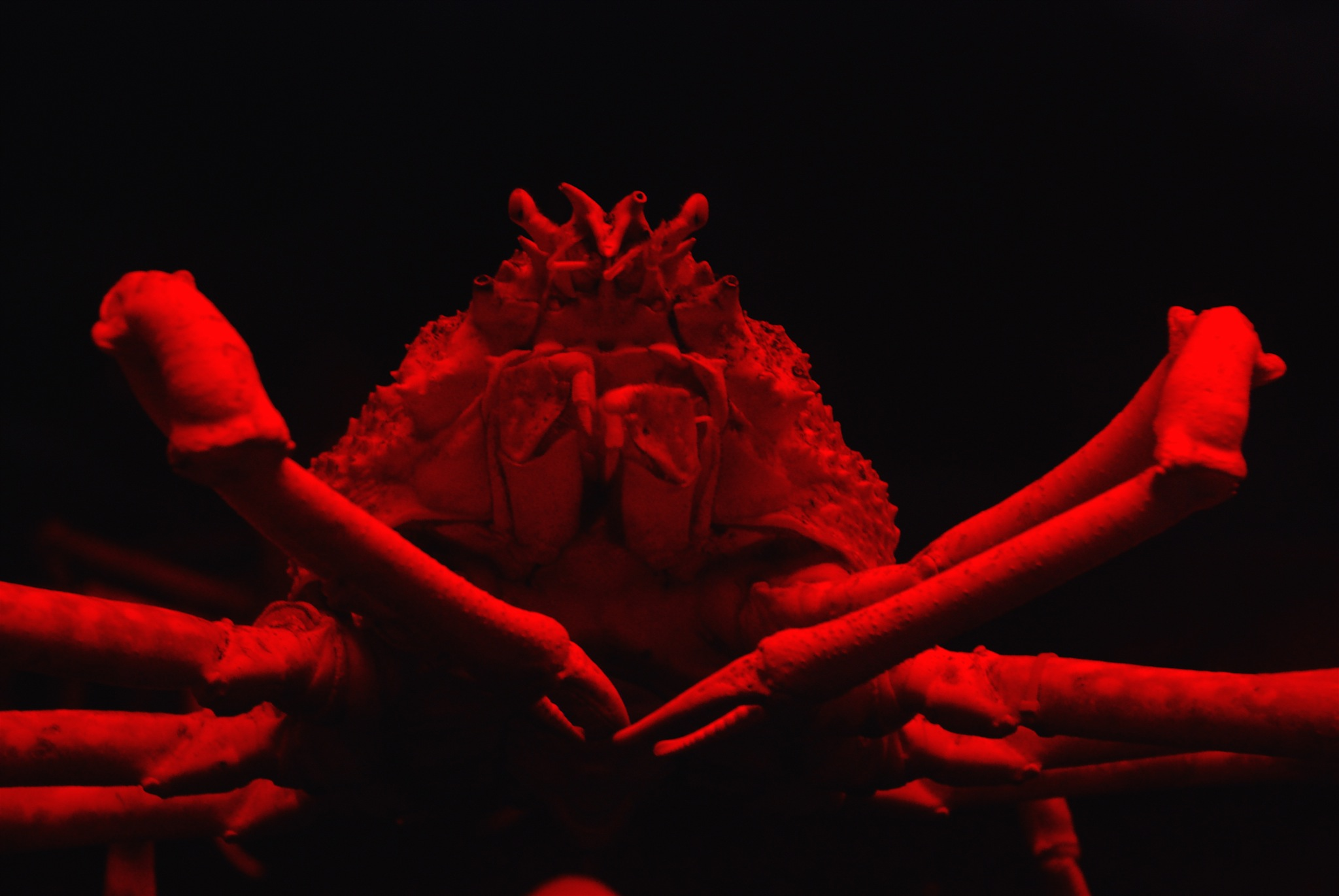
Японский краб-паук не выносит света, так как обитает на глубинах 150—800 м. Его аквариум освещается красными лампами.
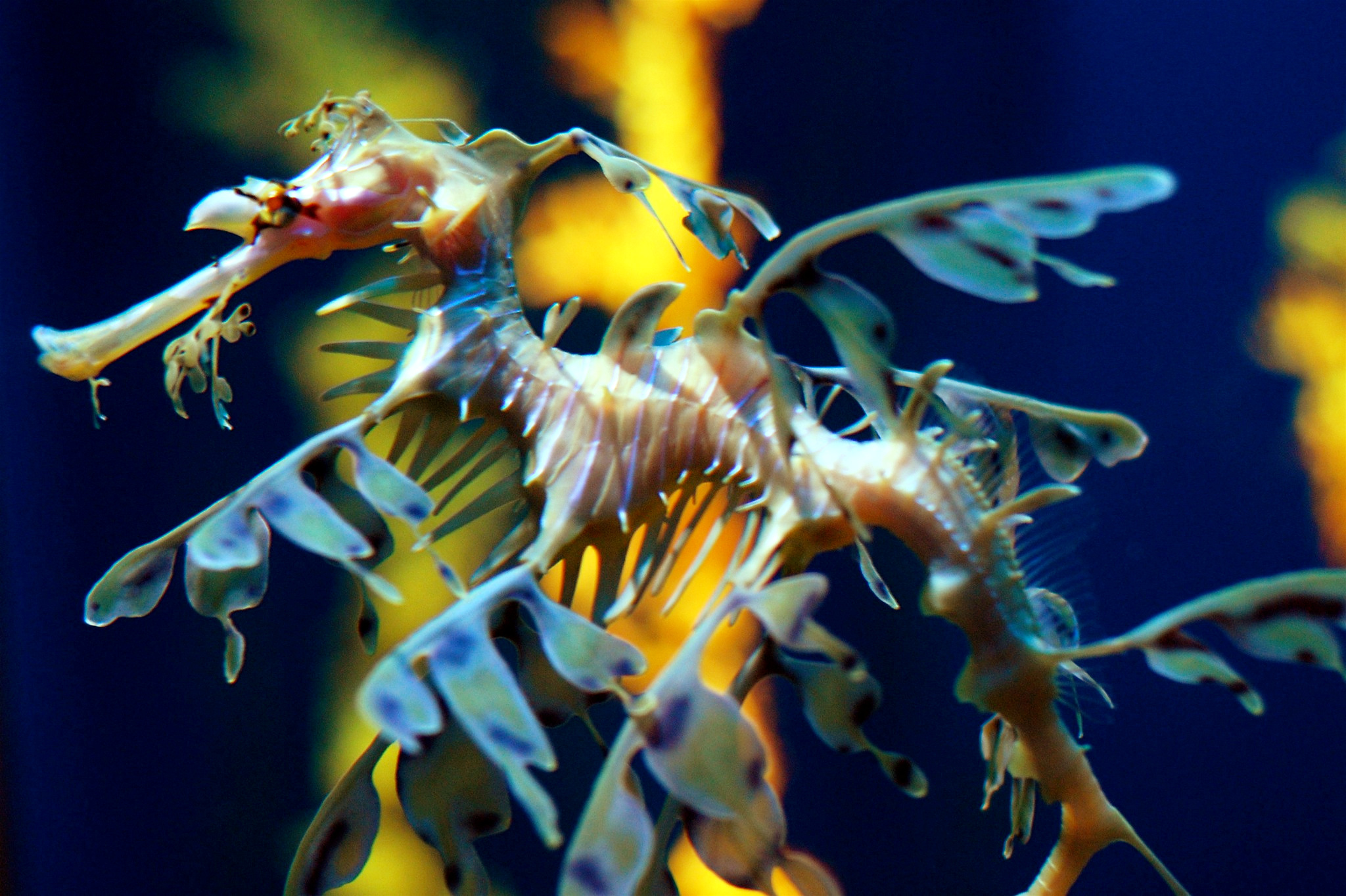
Морской конёк-тряпичник
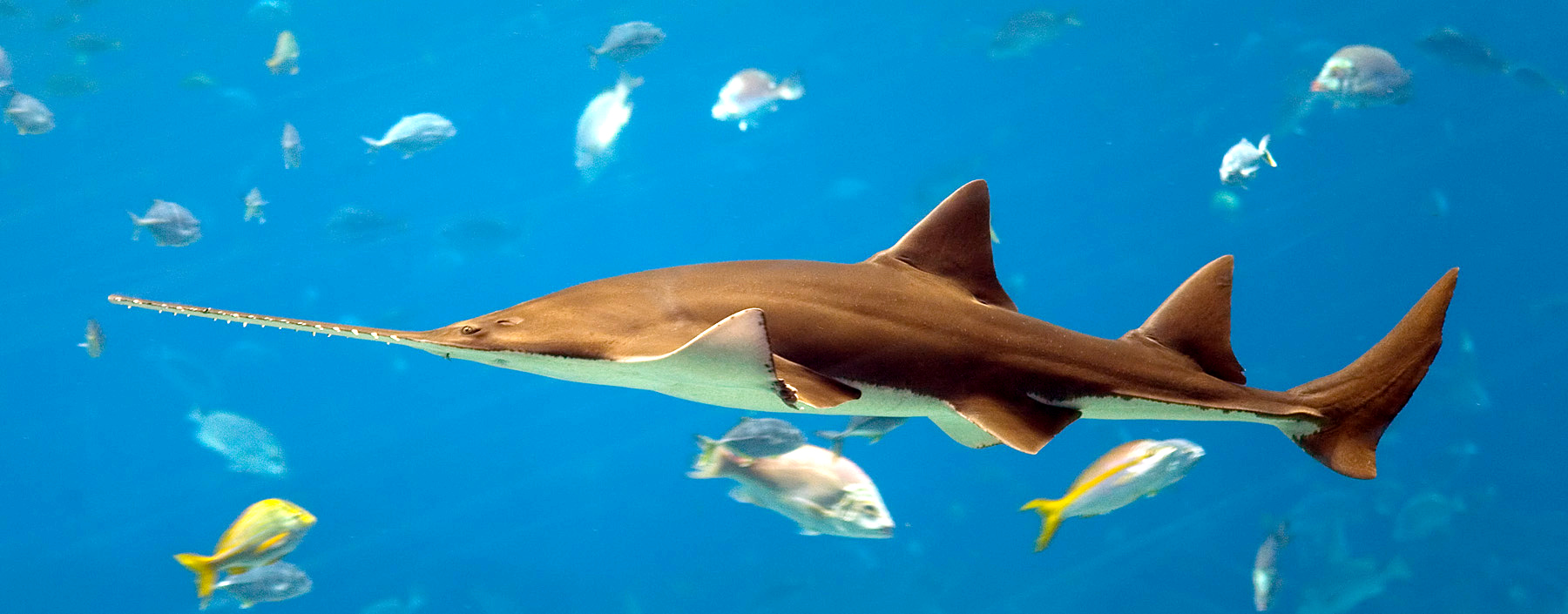
Пилорылый скат